# José Prida y Solares
José Prida y Solares (* 6. Januar 1889 in Torazo, Cabranes, Asturien; † 1. Februar 1984 in Asturien) war ein spanisch-chilenischer Maler.
Über die Lebensumstände Pridas ist wenig bekannt. Er trat 1910 in die Escuela de Bellas Artes in Santiago ein und wird als Schüler Fernando Álvarez de Sotomayors der Malergruppe der Generacion del Trece zugerechnet. Eine Einzelausstellung seiner Werke fand über den Jahreswechsel 1912–1913 in der Sala del Mercurio statt. 1916 kehrte er nach Spanien zurück. Einen Teil seiner Werke überließ er den Malern Abelardo Bustamante und Ulises Vásquez. Im Besitz der Pinakothek der Universidad de Concepción befinden sich die Gemälde Parque Forestal, Terraza und Rincón de Parque.

## Quelle
- Museo Nacional de Bellas Artes - José Prida y Solares
- José Solares Prida. In: Enciclopedia de Cabranes (spanisch)

| Personendaten    | Personendaten               |
| ---------------- | --------------------------- |
| NAME             | Prida y Solares, José       |
| ALTERNATIVNAMEN  | Solares Prida, José         |
| KURZBESCHREIBUNG | spanisch-chilenischer Maler |
| GEBURTSDATUM     | 6. Januar 1889              |
| GEBURTSORT       | Torazo bei Gijón            |
| STERBEDATUM      | 1. Februar 1984             |
| STERBEORT        | Asturien                    |